# Wysoka Turnia

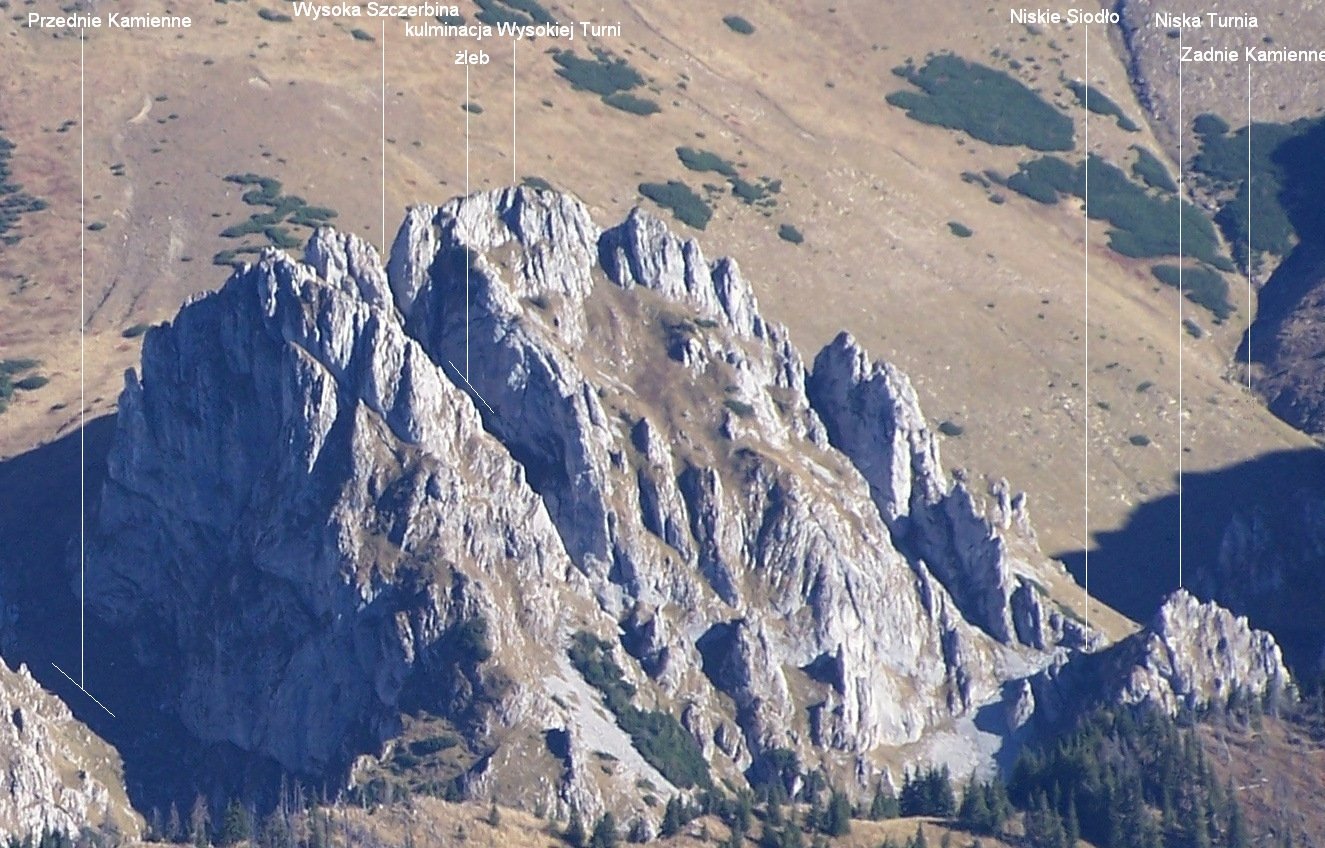
Wysoka Turnia, widok z Ornaku

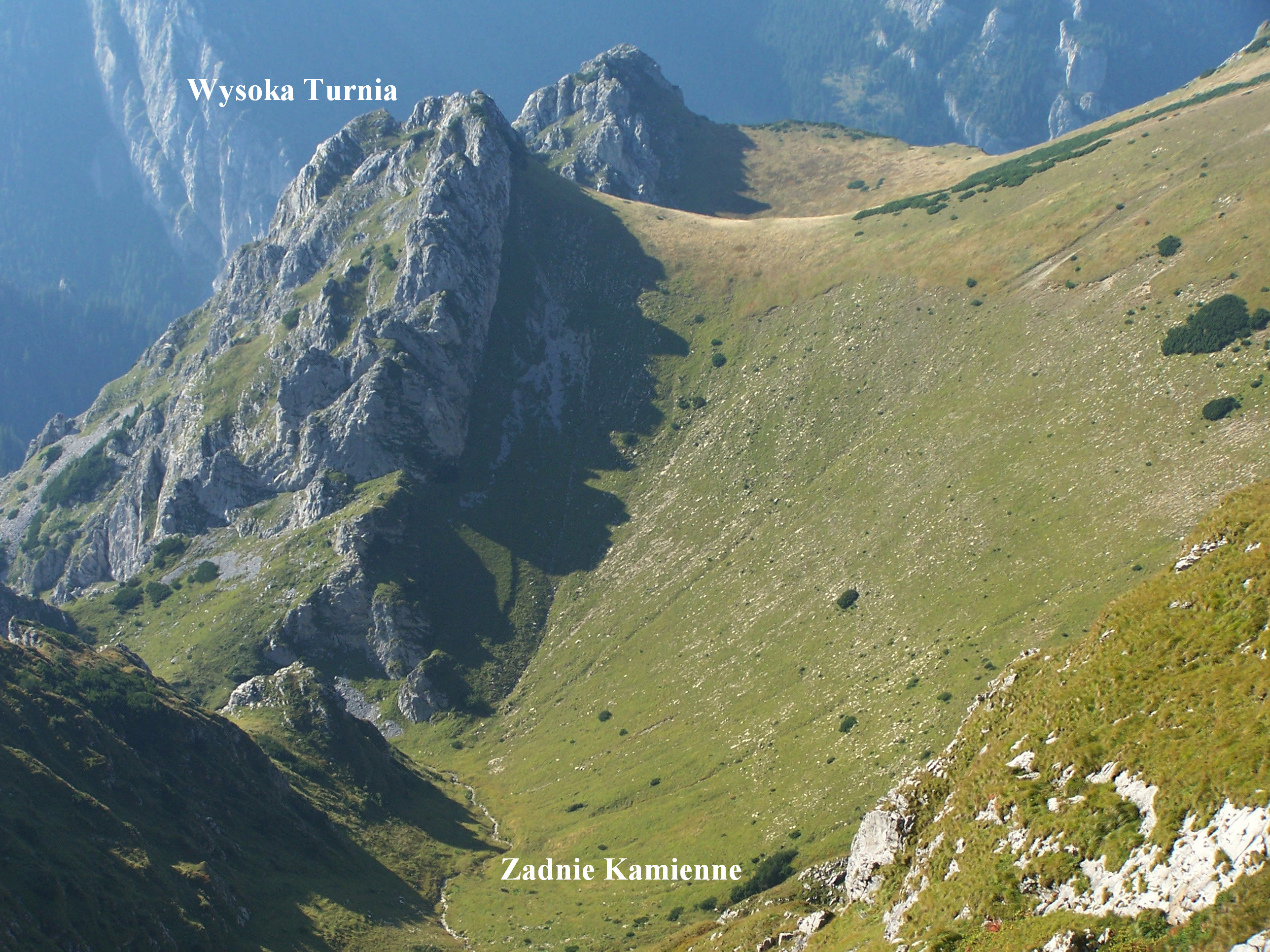
Wysoka Turnia i Upłazkowa Turnia – widok od strony wschodniej, ze ścieżki przez Czerwony Żleb

Wysoka Turnia (1643 m) – wybitna turnia w orograficznie prawych (wschodnich) zboczach Doliny Kościeliskiej w Tatrach Zachodnich. Stanowi skaliste zakończenie południowo-zachodniej grzędy Upłaziańskiej Kopy, która poprzez przełęcz Wysokie Siodło (ok. 1610 m), Wysoką Turnię, Niskie Siodło (ok. 1510 m) i Niską Turnię (ok. 1520 m) opada do Wąwozu Kraków. Grzęda ta wraz z wymienionymi turniami oddziela dwa kotły lodowcowe: Zadnie Kamienne i Przednie Kamienne; obydwa są prawymi odnogami Wąwozu Kraków.
W środkowej, szczytowej części Wysokiej Turni znajduje się głęboko, ale bardzo wąsko wcięta przełączka zwana Wysoką Szczerbiną. Od przełączki tej postrzępiona grań o łącznej długości około 150 m schodzi w dwóch przeciwstawnych kierunkach: północno-zachodnim i południowo-wschodnim. Spod Wysokiej Szczerbiny do Wąwozu Kraków opada wąski, skalisto-trawiasty i w górnej części bardzo stromy żleb. Przegrodzony jest dwoma skalistymi progami o wysokości około 7 m. W dolnej części żleb przechodzi w depresję podsypaną piargami. Prowadzi nim jedna z dróg wspinaczkowych. Prawdopodobnie po raz pierwszy przeszedł ją Władysław Cywiński 12 września 1994 roku. Być może dawniej przeszli tędy jacyś poszukiwacze skarbów lub pasterze, brak jednak o tym informacji.
Do Wysokiego Siodła oraz Zadniego i Przedniego Kamiennego z grani Wysokiej Turni opadają niskie, skaliste ścianki, miejscami porośnięte trawnikami. W północno-zachodnim kierunku do Płaśni między Progi w Wąwozie Kraków opada bardzo strome i zerodowane skaliste zbocze z turniczkami, miejscami poprzerastane trawnikami, kępami kosodrzewiny. Najbardziej stroma jest zachodnia ściana Wysokiej Turni opadająca do Przedniego Kamiennego. Ma wysokość około 80 m.
Wysoka Turnia zbudowana jest ze skał węglanowych (wapienie i dolomity). W jej skałach znajdują się całe ogrody bujnie zakwitających tatrzańskich roślin.